# Poptávkový systém
Poptávkový systém je označení pro internetové projekty a počítačovou aplikaci používanou na B2B (business-to-business, česky „obchodník k obchodníkovi“) a B2C (business-to-consumer, česky „obchodník k zákazníkovi“) komerci v prostředí internetu. 

## Funkce poptávkového systému pro B2C segment
Poptávkový systém slouží k poptávce a vyhledání služeb a jednotlivého zboží. Koncový uživatel internetu tj. poptávající, vloží zdarma v rámci zvolené aplikace (internetového poptávkového systému) poptávku po službě či zboží, která je dále rozeslána dodavatelům z daného oboru činnosti. Tito dodavatelé, kteří utvářejí tzv. databázi dodavatelů dané aplikace, na poptávku uživatele (potenciálního zákazníka) reagují s cílenou nabídkou z daného segmentu trhu. Zpětná vazba ze strany poptávkového systému ke koncovému uživateli se pohybuje v řádech několika hodin.
Poptávající, má tedy skrze poptávkový systém možnost rychle a efektivně poptat zboží a služby z širokého množství oborů činností.

## Funkce poptávkového systému pro B2B segment
Základním stavebním kamenem poptávkového systému je tzv. databáze dodavatelů. V této databázi jsou registrováni dodavatelé zboží či služeb, kteří na základě poptávky od koncového uživatele, zpracují a obratem zašlou přímo poptávajícímu nabídku na služby či zboží dle jím zadaných parametrů. 
Na rozdíl od poptávajícího, který může služeb poptávkového systému využít zcela zdarma, je účast a tedy registrace dodavatele v poptávkovém systému podmíněna formou placené registrace. Velmi populární součástí této služby pro dodavatele je možnost nejen zakoupit poptávky od široké veřejnosti ale také tzv. veřejné zakázky.

### Veřejné zakázky
Právě veřejné zakázky, jsou velice oblíbenou cestou dodavatelů jak plnit své obchodní plány a obraty společnosti. Dodavatelé tak mají možnost dozvědět se a následně i zúčastnit veřejných výběrových řízení ať již v rámci vybrané lokality či zvoleného segmentu trhu ve kterém sami podnikají. 
Dle předpokládané hodnoty můžeme veřejné zakázky dělit na
- veřejné zakázky malého rozsahu
- podlimitní veřejné zakázky
- nadlimitní veřejné zakázky

Veřejné zakázky jsou důležitým aspektem veřejného obstarávání. Tyto zakázky jsou zadávány státem, městy, obcemi a dalšími veřejnými institucemi. Informace o veřejných zakázkách jsou často dostupné na internetu a poskytují cenné údaje o ekonomické aktivitě a transparentnosti.
Podle Portálu o veřejných zakázkách jsou statistiky o veřejných zakázkách získávány z údajů odeslaných zadavateli k uveřejnění ve Věstníku veřejných zakázek. Tyto statistiky zahrnují veřejné zakázky zadávané dle předpisů, jako je zákon č. 137/2006 Sb. o veřejných zakázkách, ve znění pozdějších předpisů, a zákon č. 134/2016 Sb. o zadávání veřejných zakázek, ve znění pozdějších předpisů. Statistiky nezahrnují informace o veřejných zakázkách malého rozsahu. Rozhodující pro zařazení do statistiky je datum odeslání formuláře k uveřejnění.
Například statistiky za rok 2020 ukazují, kolik veřejných zakázek bylo zadáno, jaké byly jejich hodnoty a jaké oblasti byly nejvíce dotčeny. Tyto údaje jsou užitečné pro analýzu a sledování trendů v oblasti veřejných zakázek.
Ministerstvo pro místní rozvoj také zpřístupnilo veřejnosti údaje o veřejných zakázkách z profilů zadavatele. Tento modul je volně přístupný na webu Informačního systému o veřejných zakázkách a koncesích.

### Databáze dodavatelů
Na českém trhu se nachází široké spektrum dodavatelů, kteří jako první krok pro naplnění svých obchodních plánů volí cestu registrace do těchto poptávkových systémů. Jde především o poskytovatele služeb, kteří této možnosti využívají, ale také o dodavatelé zboží jako takového. Výhodou je pro ně možnost nezávisle registrovat svou společnost do několika různých poptávkových systémů na ráz a přijímat tak různorodé poptávky z více zdrojů. Přidanou hodnotou v rámci registrace do takovéto databáze bývá mnohdy i zápis dodavatele, kde společnost prezentuje sama sebe jako jednotlivce v daném oboru podnikání a to jak s kontaktními informacemi, tak s možností prezentace loga společnosti a její webové stránky. Mnohdy jsou databáze dodavatelů členěny do několika kategorií a skrze stromovou strukturu, která zjednoduší cestu koncového uživatele (budoucího zákazníka), právě k dané společnosti v určitém segmentu trhu, jsou tak řazeny dle oboru činnosti. Velice často tak tato databáze slouží druhotně také jako katalog podnikatelů.

## Historie poptávkových systémů
První boom poptávkových systémů v České republice byl zaznamenán na přelomu roku 2006 a 2007. Ačkoliv menší projekty na podobném principu zaznamenaly vznik již v průběhu roku 2005, opravdu hojné využívání a vstup na český internet lze zaznamenat až v roce 2007. Po celou dobu existence poptávkových systémů, se drží v popředí poptávka především po službách. V současnosti jsou to především poptávky z oboru stavebnictví a dopravy. Pro rok 2011 čítala největší zaznamenaná databáze v tomto oboru poptávkových systémů téměř 218 000 registrovaných dodavatelů a ušetřila poptávajícím téměř 300 mil. Kč měsíčně.

## Proč zvolit poptávkový systém
V době rozkvětu internetu využívá internet stále více uživatelů. Ať se již jedná o tzv. individuální poptávku, registraci dodavatele nebo zveřejnění veřejných zakázek, jde především o využití levného, rychlého a efektivního řešení. Poptávkový systém tak řeší nejen otázku úspory času a financí, ale také možnost srovnání konkurence a nabízených cen za určitou službu či zboží na jednom unikátním místě. Uživatel tak může poptávat z pohodlí a má mnoho času na rozmyšlení, který produkt či službu od kterého dodavatele zakoupit. Také sám dodavatel tímto ušetří náklady nejen za obchodní zástupce ale také za marketingové aktivity.